# Дюсбъри
Дюсбъри (на английски: Dewsbury) е град в община Кърклийс, област Западен Йоркшър – Англия. Той е разположен в центъра на метрополиса наричан също Западен Йоркшър. Населението на града към 2011 година е 62 945 жители.

## География
Дюсбъри е разположен в североизточната част на общината, централно на една от най-урбанизираните територии в Обединеното кралство, заемаща четвърто място с населението си от 1 499 465 жители. Общинският център Хъдърсфийлд, който също е част от метрополиса, се намира на около 10 километра югозападно от града, а най-големият град в графството – Лийдс, отстои на 14 километра в североизточна посока.
На около 5 километра източно от града, преминава Магистрала М1 по направлението север-юг (Лийдс-Шефийлд-Нотингам-Лестър-Лондон).

## Демография
Изменение на населението на града за период от две десетилетия 1981 – 2001 година:
| година    | 1981   | 1991   | 2001   | 2011   |
| --------- | ------ | ------ | ------ | ------ |
| население | 49 612 | 50 168 | 54 341 | 62 945 |